# The Abbey, Sutton Courtenay

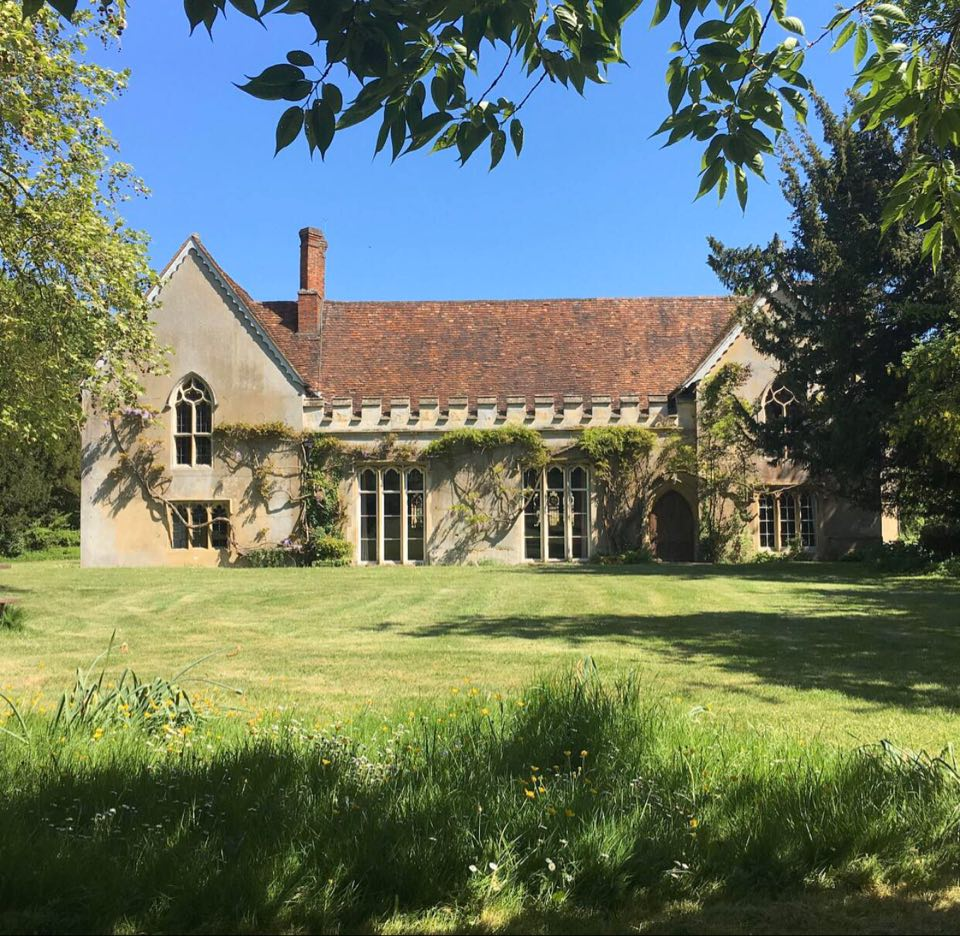
The Abbey, Sutton Courtenay del oeste.

The Abbey, Sutton Courtenay es una casa patio medieval en Sutton Courtenay en el condado inglés de Oxfordshire (anteriormente Berkshire). Se encuentra en Vale of White Horse, cerca del río Támesis. The Abbey ha sido reconocida por Historic England como un edificio de excepcional interés histórico y arquitectónico. Se considera un ejemplo perfecto de una casa solariega medieval inglesa, y es un edificio catalogado como Grado I.
The Abbey tiene su origen en el siglo XIII como rectoría de la Abadía de Abingdon, un monasterio benedictino en Abingdon-on-Thames. Varias fases de construcción tuvieron lugar durante la Edad Media, pero no fue hasta el siglo XVII que se completó el plan actual. Probablemente fue durante la época victoriana que la casa adquirió el nombre de 'The Abbey'. De 1495 a 1867, The Abbey estaba en posesión de la Capilla de San Jorge (Castillo de Windsor), que arrendó la propiedad.
Después de ser habitada por Evelyn St. Croix Fleming, la madre de Ian Fleming, la propiedad fue comprada por David Astor en 1958, quien la arrendó al Ockenden Venture, que ofrecía refugio a refugiados y niños desplazados. En los años 70, The Abbey fue prestada al obispo exiliado Colin Winter para albergar el Namibia International Peace Centre. En 1973, el dalái lama visitó The Abbey. En 1978, la familia Astor vendió la casa y en 1980 entró en posesión de The New Era Centre, una organización benéfica dirigida por Dr. Fred Blum y el Obispo Stephen Verney. The New Era Centre utilizó The Abbey como un centro espiritual de retiro y conferencias, y cambió su nombre a 'The Abbey, Sutton Courtenay' en 1991.

## Galería

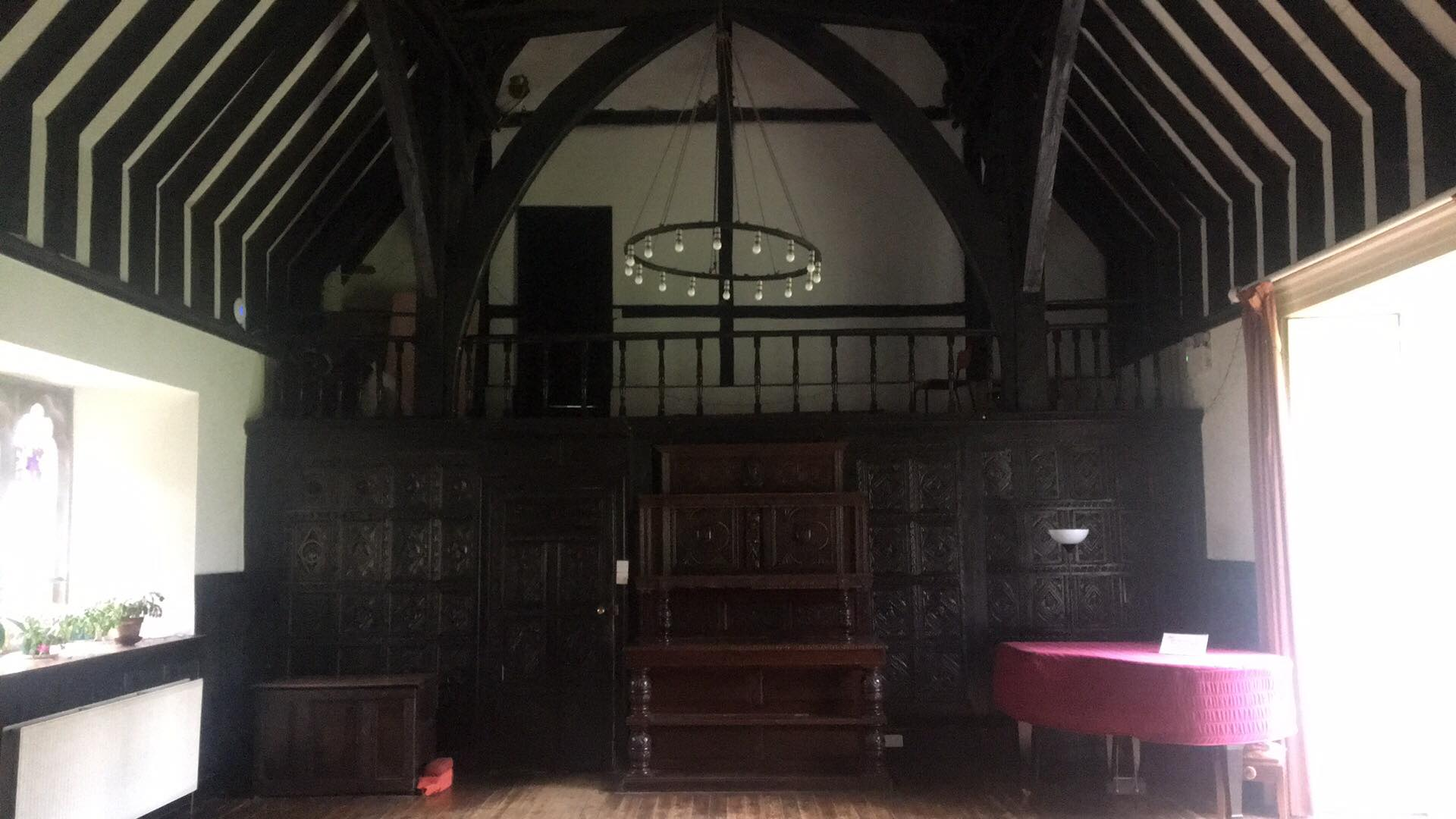
El gran salón
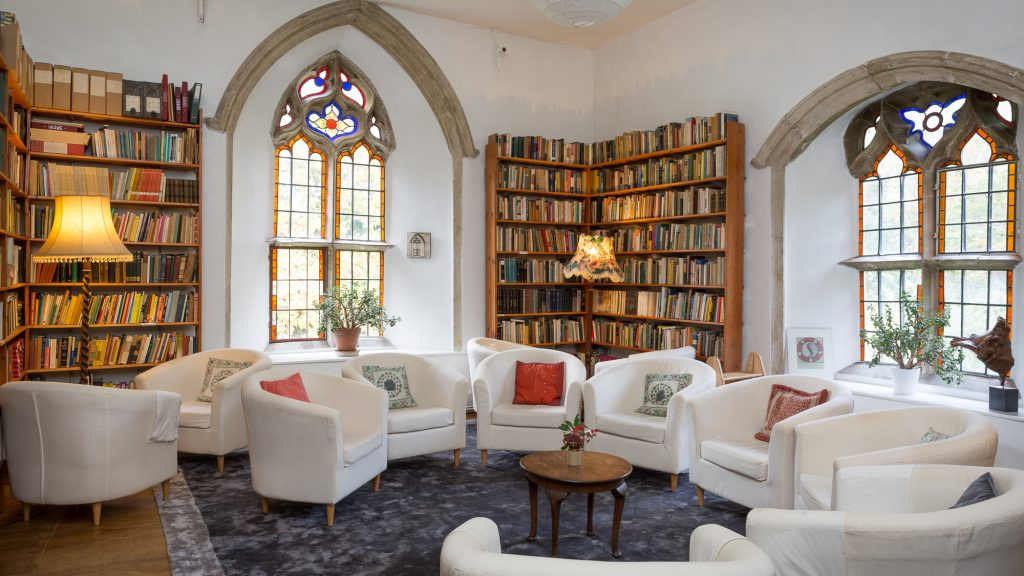
La biblioteca
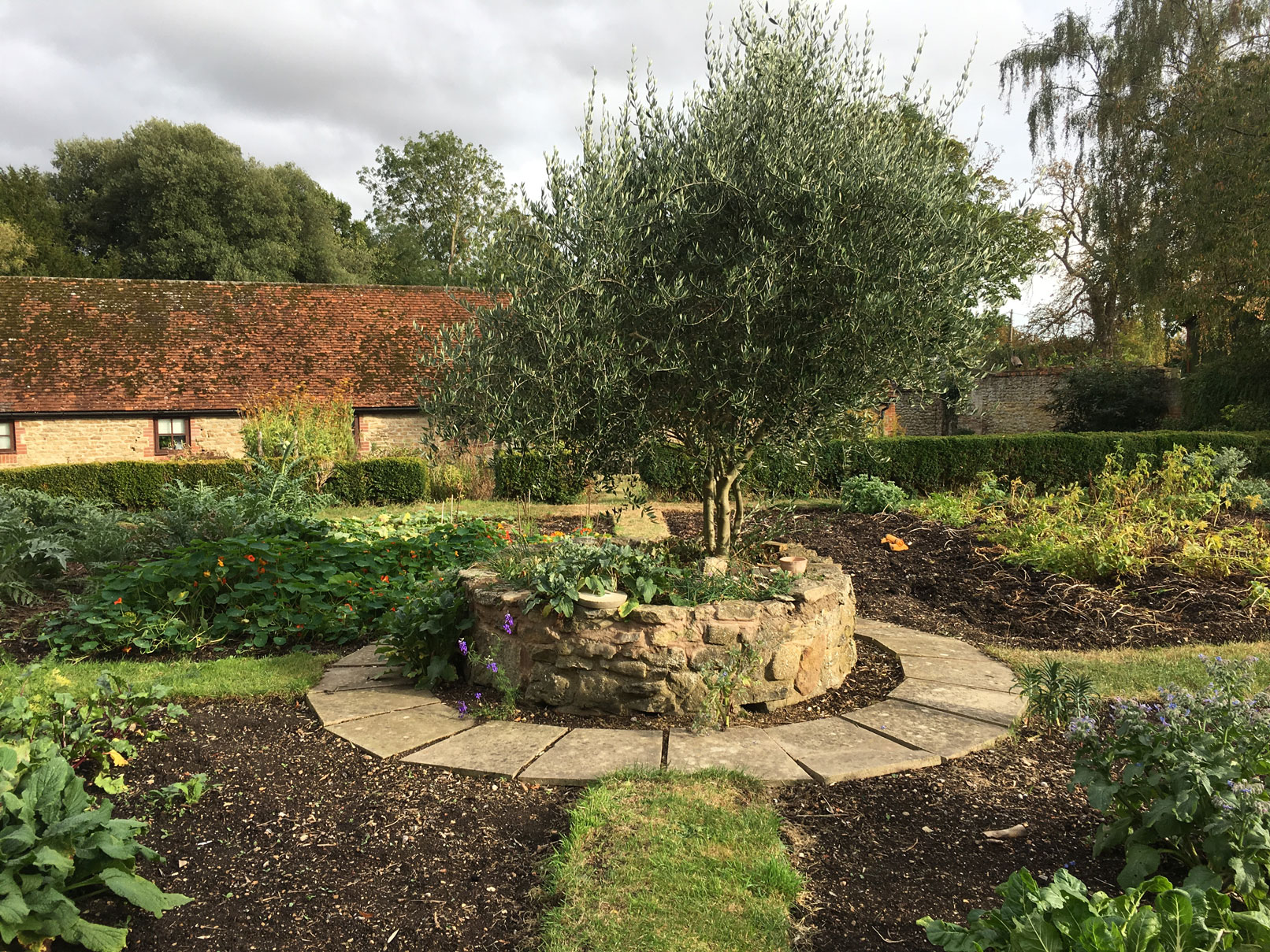
El jardín
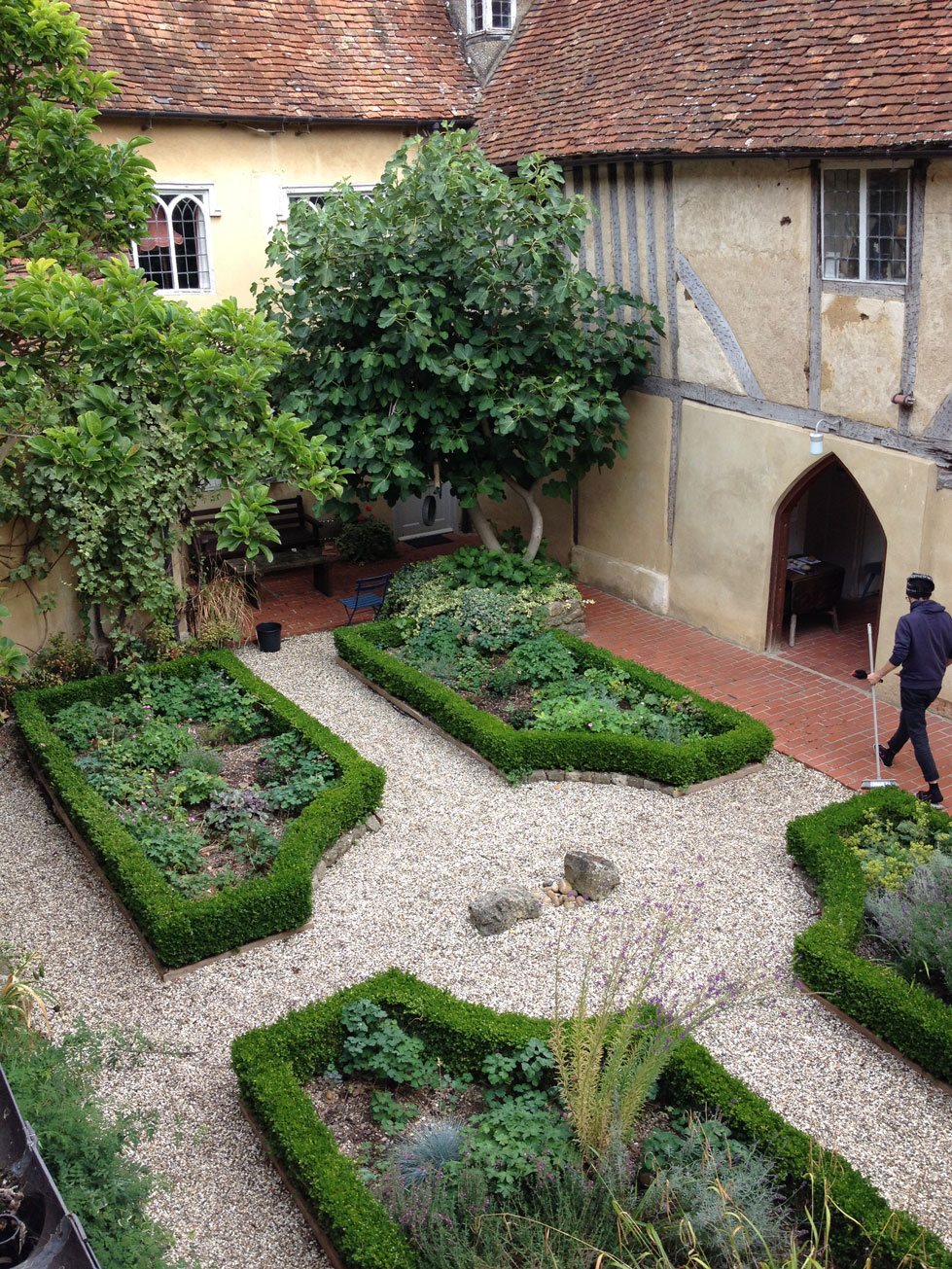
El patio
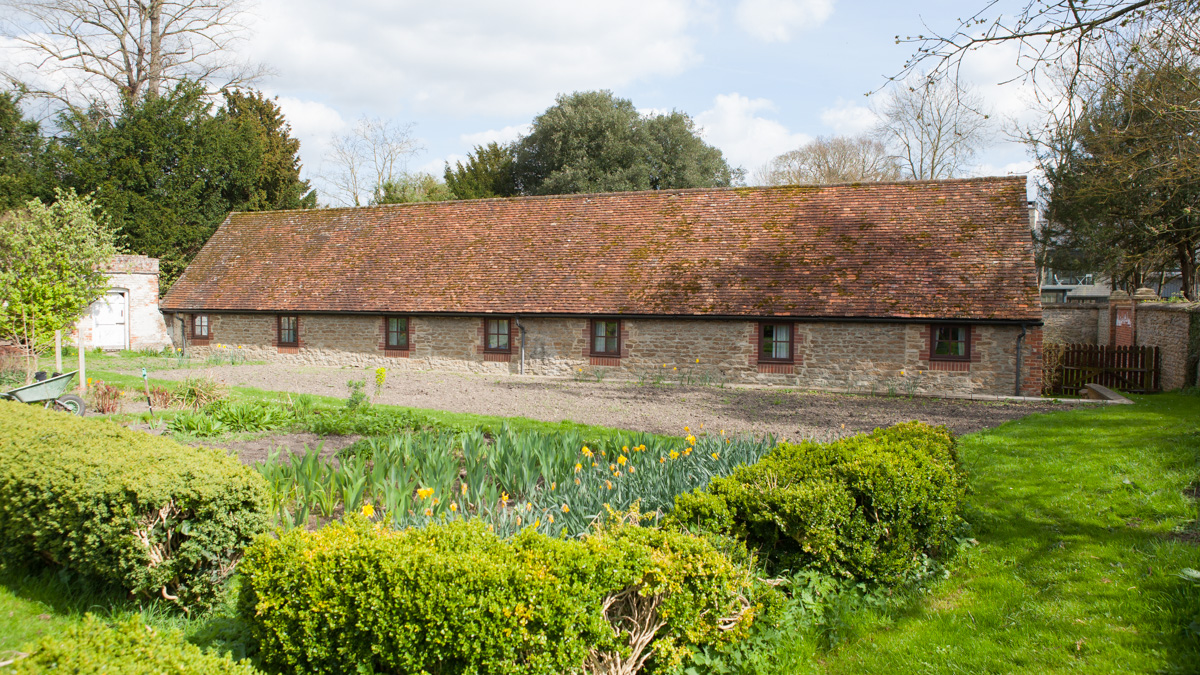
La casa de huespedes

- Datos: Q7712093
- Multimedia: The Abbey, Sutton Courtenay / Q7712093